# Jean-Baptiste Ériau
Jean-Baptiste Ériau (ou Eriau) est un prêtre catholique, biographe et historien français, né le 6 janvier 1878 à Teillé et mort le 8 août 1967 à Nantes. Ses travaux portent notamment sur l'histoire du Carmel à Paris.

## Biographie

### Enfance et jeunesse
Jean-Baptiste Ériau, quatrième d'une famille de sept enfants, naît au château de la Guibourgère à Teillé où son père est employé comme jardinier.
Il est scolarisé à l'école des Frères des écoles chrétiennes dans le même village. Jugé intellectuellement brillant, il est envoyé à l'âge de 15 ans au collège de Châteaubriant afin de poursuivre ses études, puis intègre en 1895 la classe de seconde dans l’Institution Saint-Joseph d'Ancenis où il obtient son baccalauréat,. 

### Prêtrise et études universitaires
Il entre au grand séminaire de Nantes et est ordonné prêtre en 1902. Il est nommé pour un an professeur au collège Saint-Joseph de Poitiers. Il reprend ses études à la faculté catholique d'Angers où il obtient en 1905 une licence de Lettres. Il est ensuite professeur à l'Externat des Enfants-Nantais à Nantes pendant quatre ans, puis en 1909 au collège Saint-Joseph d'Ancenis où il reste deux ans. 
Jean-Baptiste Ériau se rend ensuite à Paris pour préparer une thèse de doctorat sur l'introduction au XVIIe siècle du Carmel en France sous la direction d'Alfred Rébelliau, mais la Première guerre mondiale interrompt ses travaux. Il est engagé comme aumônier militaire à l'hôpital temporaire situé au 66 rue Violet. La guerre terminée, il séjourne chez les Petites Sœurs de l'Assomption dont il est l'aumônier, et poursuit ses travaux de recherche qui aboutissent en 1921 à la publication d'un ouvrage sur la première prieure du carmel de l'Incarnation, mère Madeleine de Saint-Joseph,.

### Directeur de l'Institution Saint-Joseph d'Ancenis
Il est rappelé dans sa région d'origine la même année pour être nommé supérieur de l'Institution Saint-Joseph d'Ancenis par Eugène Le Fer de La Motte, évêque de Nantes. L'établissement compte alors 219 élèves, dont 144 pensionnaires, et une quinzaine de professeurs prêtres. Il devient le 15 mars 1927 chanoine honoraire de la cathédrale de Nantes. En mai 1929, il soutient avec succès à la Sorbonne sa thèse de doctorat ès lettres sur L'ancien carmel du faubourg Saint-Jacques : 1604-1792 qui reçoit la mention très honorable. Sa thèse complémentaire porte sur Louise de La Vallière, entrée au Carmel en 1674 sous le nom de sœur Catherine de Jésus. 
Au début des années 1930, il modernise les locaux de l'Institut Saint-Joseph d'Ancenis par l'installation de douches et du chauffage central et les agrandit en 1939 par la construction d'un second bâtiment qui héberge le nouveau dortoir. Il crée en 1946 l'École d'agriculture de la Marchanderie (devenu le lycée agricole privé Briacé à Ancenis-Saint-Géreon et au Landreau). 
En juillet 1948, âgé de 70 ans, il demande à Jean Villepelet, évêque de Nantes, d'être relevé de sa charge à la tête de l’Institution Saint-Joseph d'Ancenis et se retire dans son village natal à Teillé. Il est promu chanoine titulaire de la cathédrale de Nantes. Il reçoit en 1962 le prix Juteau-Duvigneaux pour son ouvrage sur Louise de La Vallière et l'ensemble de son œuvre. Il meurt le 8 août 1967,.

## Hommage
Le lycée professionnel Jean-Baptiste Eriau à Ancenis-Saint-Géréon porte son nom.

## Œuvres
- Pourquoi les Pères de l'Église ont condamné le théâtre de leur temps, Paris, Éditions Honoré Champion, 1914, 93 p. (BNF 38705921)
- Le Problème de la souffrance et la Guerre, Paris, Maison de la bonne presse, 1918, 31 p. (BNF 32080296)
- La Vénérable Madeleine de St-Joseph, première prieure française du Carmel de l'Incarnation, 1578-1637 : essai sur sa vie et ses lettres inédites (préf. Alfred Rébelliau), Paris, À l'art catholique, 1921, 87 p. (BNF 36571473)
- L'ancien carmel du faubourg Saint-Jacques : 1604-1792 (thèse de doctorat ès Lettres), Paris, J. de Gigord, A. Picard, 1929, 517 p. (BNF 34219628, lire en ligne)
- Une mystique du XVIIe siècle : sœur Catherine de Jésus carmélite 1589-1623 : Sa vie et ses écrits (Thèse complémentaire de doctorat ès Lettres), Paris, Desclée, 1929, 204 p. (BNF 34174854)
- Louise de la Vallière, de la Cour au Carmel, Paris, J. de Gigord, 1931, 261 p. (BNF 34168743)
- Le capitaine Joubert : chevalier et apôtre (préf. Tony Catta), Angers, 1934, 32 p. (lire en ligne)
- Le chanoine Doussin, curé de Teillé : Un disciple du curé d'Ars, Paris, J. de Gigord, 1936, 229 p. (lire en ligne) Prix Juteau-Duvigneaux 1937[4]
- Mère Marie du Saint-Sacrement, cofondatrice des Petites sœurs de l'Assomption (1853-1922), Paris, J. de Gigord, 1947, 277 p. (BNF 34205833, présentation en ligne, lire en ligne)
- Institution Saint-Joseph d'Ancenis : son histoire, son quatrième centenaire, Nantes, 1948, 107 p. (BNF 40120253)
- Louise de la Vallière : dans sa famille, à la Cour, au Carmel, Paris, Nouvelles éditions latines, 1961, 192 p. (ISBN 9782723312660, BNF 32994537) Prix Juteau-Duvigneaux 1962[4]